# Emily Dievendorf

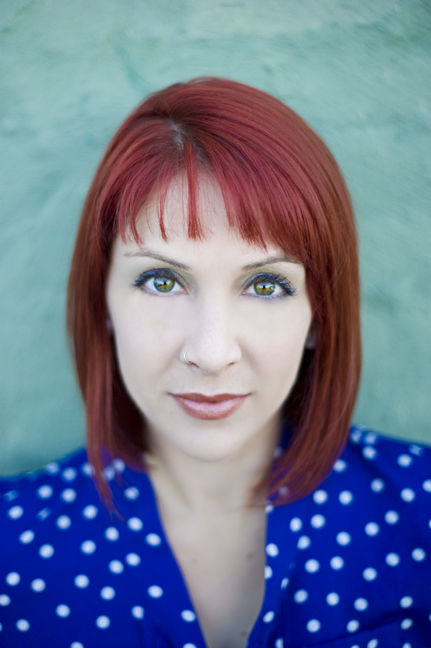
Emily Dievendorf (2011)

Emily Dievendorf ist eine politisch aktive Person aus Michigan. Dievendorf ist Mitglied des Michigan House of Representatives und repräsentiert dort den 77. Distrikt.

## Biografie
Dievendorf stammt aus Kalamazoo, Michigan und zog 1997 nach Lansing, um sich dort an der Michigan State University einzuschreiben. Dievendorf machte ein Praktikum bei der Michigan State Legislature und blieb nach dem Abschluss in Lansing, um für Alexander Lipsey und Andy Coulouris zu arbeiten. Dort wurde Dievendorf Teil von Equality Michigan und trat später das exekutive Direktorat an. Dievendorf und Fae Mitchell eröffneten The Resistance, einen Buchladen, im Jahr 2022.
Dievendorf kandidierte erstmalig für das Michigan House im Jahr 2022.
Dievendorf ist bisexuell and nichtbinär. Damit ist Dievendorf die erste nichtbinäre Person, die eine solche Funktion in Michigan bekleidet.